# Blair Tunevitsch
Blair Tunevitsch (28 de septiembre de 1985) es un deportista australiano que compitió en remo. Ganó cuatro medallas en el Campeonato Mundial de Remo entre los años 2010 y 2013.

## Palmarés internacional
| Campeonato Mundial | Campeonato Mundial        | Campeonato Mundial | Campeonato Mundial        |
| Año                | Lugar                     | Medalla            | Prueba                    |
| ------------------ | ------------------------- | ------------------ | ------------------------- |
| 2010               | Cambridge (Nueva Zelanda) | Medalla de plata   | Cuatro sin timonel ligero |
| 2010               | Cambridge (Nueva Zelanda) | Medalla de plata   | Ocho con timonel ligero   |
| 2011               | Bled (Eslovenia)          | Medalla de oro     | Ocho con timonel ligero   |
| 2013               | Chungju (Corea del Sur)   | Medalla de plata   | Ocho con timonel ligero   |